# Polyrhachis davydovi
Polyrhachis davydovi är en myrart som beskrevs av Vladimir Aphanasjevich Karavaiev 1927. Polyrhachis davydovi ingår i släktet Polyrhachis och familjen myror. Inga underarter finns listade i Catalogue of Life.